# Нигеро-швейцарские отношения
Нигеро-швейцарские отношения — двусторонние дипломатические отношения между Нигером и Швейцарией.

## История
В 1960 году Швейцария признала независимость Нигера и установила со страной официальные дипломатические отношения. В течение 1962—1972 годов между странами были подписаны ряд соглашений о торговле, защите инвестиций и технологическом сотрудничестве.
Для развития и поддержки Нигера, Швейцария ежегодно инвестирует около 25 миллионов швейцарских франков. По статистике на 2020 год, 31 гражданин Швейцарии проживает в Нигере и 72 гражданина Нигера проживают в Швейцарии.

## Посольства и представительства
Представительство Швейцарии в столице Нигера Ниамее располагается по адресу: 267, Rue du Souvenir B.P. 728. В Женеве на авеню de France 23 1202 находится официальное консульство Нигера. 